# صحراء شجيرة بلاد ما بين النهرين
صحراء شجيرة بلاد ما بين النهرين هي منطقة بيئية من نوع صحاري وشجيرات جافة في غرب آسيا. تمتد عبر أجزاء من فلسطين والأردن وسوريا والعراق وإيران.

## الجغرافيا
تعتبر شجيرة بلاد ما بين النهرين منطقة انتقالية بين السهوب شبه القاحلة في شمال بلاد ما بين النهرين والشام إلى الشمال، والصحراء العربية إلى الجنوب.
يتكون الجزء الغربي من المنطقة البيئية من هضاب صخرية أو رملية، بما في ذلك الصحراء السورية في جنوب سوريا وشمال الأردن، وجزء من صحراء حارة الشام من البازلت الأسود في شرق الأردن. يشمل الجزء الشرقي من المنطقة البيئية وسط بلاد ما بين النهرين، ويمر عبرها نهرا دجلة والفرات.